# Friz Freleng
Isadore Freleng, dit Friz Freleng, est un dessinateur et cartooniste américain né le 21 août 1905 à Kansas City et mort le 26 mai 1995 à Los Angeles. Il travaille dès les années 1920 pour Walt Disney et, plus tard, pour les studios d'animation de Warner Bros. et MGM.
Il est notamment le créateur du personnage de Sam le pirate puis de la Panthère rose en 1963.

## Biographie
Isadore Friz Freleng naît à Kansas City le 21 août 1906, dans une famille juive. Il commence sa carrière dans l'animation à United Film Ad Service, où il suit sa formation. Il rencontre quelques animateurs comme Hugh Harman et Ub Iwerks, un ami de Walt Disney. En 1927, Friz s'installe en Californie pour rejoindre les studios Disney dont il recevra un emploi. Il y travaille seulement un an.
En 1933, Freleng resta avec Warner Bros. et s'occupa de presque tous les courts-métrages de Merrie Melodies jusqu'en 1936, lorsque Fred "Tex" Avery le rejoignit. En 1937, Freleng a brièvement déménagé à la MGM pour travailler sur leur nouvelle série Captain and the Kids . La série a fait perdre de l'argent à MGM, qui en a arrêté la production. Freleng est retourné à Warner Bros. après cela et y est resté jusqu'à la fermeture du studio original "Termite Terrace" en 1963.
Il meurt de causes naturelles le 26 mai 1995. Son épouse Lily est morte en 2003.

## Filmographie

### Comme animateur
- 1927 : Alice's Three Bad Eggs
- 1927 : Alice's Knaughty Knight
- 1927 : Alice's Picnic
- 1927 : Alice's Channel Swim
- 1927 : Alice in the Klondike
- 1927 : Alice's Medicine Show
- 1927 : Alice the Whaler
- 1927 : Alice the Beach Nut
- 1927 : Alice in the Big League
- 1927 : All Wet
- 1929 : Bosko the Talk-Ink Kid
- 1930 : Sinkin' in the Bathtub (sous le nom Isadore Freleng)
- 1930 : Hold Anything
- 1930 : The Booze Hangs High
- 1931 : Big Man from the North
- 1931 : Ain't Nature Grand!
- 1931 : Dumb Patrol (sous le nom Isadore Freleng)
- 1931 : Bosko's Holiday (sous le nom Isadore Freleng)
- 1931 : The Tree's Knees
- 1931 : Smile, Darn Ya, Smile! (sous le nom Isadore Freleng)
- 1931 : One More Time (sous le nom Isadore Freleng)
- 1931 : You Don't Know What You're Doin'!
- 1931 : Bosko's Soda Fountain
- 1931 : Hittin' the Trail for Hallelujah Land
- 1932 : Bosko at the Zoo
- 1932 : Battling Bosko
- 1932 : Freddy the Freshman (sous le nom Isadore Freleng)
- 1932 : Big-Hearted Bosko ou Bosko's Orphans
- 1932 : Bosko's Party
- 1932 : Goopy Geer (sous le nom Isadore Freleng)
- 1932 : It's Got Me Again! (sous le nom Isadore Freleng)
- 1932 : Moonlight for Two (sous le nom Isadore Freleng)
- 1932 : The Queen Was in the Parlor (sous le nom Isadore Freleng)
- 1932 : Bosko at the Beach
- 1932 : Bosko's Store
- 1932 : Bosko the Lumberjack
- 1932 : Ride Him, Bosko!
- 1932 : Bosko the Drawback
- 1932 : Bosko's Woodland Daze
- 1933 : Bosko in Dutch
- 1933 : One Step Ahead of My Shadow
- 1933 : Bosko the Speed King
- 1933 : Wake Up the Gypsy in Me (sous le nom Isadore Freleng)
- 1933 : I Like Mountain Music (sous le nom Isadore Freleng)
- 1933 : Shuffle Off to Buffalo (sous le nom Isadore Freleng)
- 1933 : We're in the Money (sous le nom Isadore Freleng)
- 1933 : Bosko's Picture Show
- 1933 : Bosko's Mechanical Man
- 1933 : Gay Gaucho (sous le nom Isadore Freleng)
- 1948 : Deux Gars du Texas (Two Guys from Texas)
- 1949 : Il y a de l'amour dans l'air (My Dream Is Yours) (animator: Bugs Bunny sequence)
- 1959 : The Alphabet Conspiracy (télévision)
- 1960 : The Thread of Life (télévision)
- 1962 : About Time (télévision)
- 1963 : Philbert (Three's a Crowd) (animation director)
- 1963 : La Panthère rose (animation producer)
- 1965 : Station 3 : Ultra Secret (The Satan Bug) (animation producer)
- 1965 : Jinny de mes rêves (I Dream of Jeannie) série télévisée (animator: opening animation, épisodes non définis)
- 1968 : L'Infaillible Inspecteur Clouseau (Inspector Clouseau) (animator: title cartoon)
- 1978 : La Malédiction de la Panthère rose (Revenge of the Pink Panther) (animator: title cartoon)
- 1983 : L'Héritier de la Panthère rose (Curse of the Pink Panther) (title animation designer)
- 1986 : Looney Tunes 50th Anniversary (télévision, director: classic animation)

### Comme producteur
- 1960 : The Bugs Bunny Show (série télévisée)
- 1964 : Suspense Account
- 1964 : Un message pour Gracias (A Message to Gracias)
- 1964 : C'est grave, Docteur ? (Freudy Cat)
- 1964 : Les Dents modernes (Nuts and Volts)
- 1964 : Tahiti et Grosminet (Hawaiian Aye Aye)
- 1964 : Fric-frac au Far West (Pancho's Hideaway)
- 1964 : La Vie en rose (The Pink Phink)
- 1964 : Pink Pajamas
- 1964 : Sur la route d'Andalay (Road to Andalay)
- 1965 : On a toujours besoin d'une petite souris chez soi (It's Nice to Have a Mouse Around the House)
- 1965 : Sylvestre, ça va être ta fête (Cats and Bruises)
- 1965 : We Give Pink Stamps
- 1965 : The Wild Chase
- 1965 : Dial 'P' for Pink
- 1965 : Moby Duck
- 1965 : Sink Pink
- 1965 : Assault and Peppered
- 1965 : Pickled Pink
- 1965 : Pinkfinger
- 1965 : Shocking Pink
- 1965 : Well Worn Daffy
- 1965 : Le Diamant rose (Pink Ice)
- 1965 : Le Canard canardé (Suppressed Duck)
- 1965 : Super mamie (Corn on the Cop)
- 1965 : Boulette russe (Rushing Roulette)
- 1965 : Ô rage, ô désespoir ! (Run, Run, Sweet Road Runner)
- 1965 : The Pink Tail Fly
- 1965 : Tête-à-tête trouble (Tease for Two)
- 1965 : Panzer Rose (Pink Panzer)
- 1965 : Du goudron et des plumes (Tired and Feathered)
- 1965 : Chasse au Bip-Bip, mode d'emploi (Boulder Wham!)
- 1965 : Le Pèse-personne (An Ounce of Pink)
- 1965 : Chili Corn Corny
- 1965 : Le Vol du coyote (Just Plane Beep)
- 1965 : Qui a peur de Vil Coyote (Hairied and Hurried)
- 1965 : La Panthère rose à la pêche (Reel Pink)
- 1965 : Go Go Amigo
- 1965 : Highway Runnery
- 1965 : La Panthère torero
- 1965 : The Great De Gaulle Stone Operation
- 1965 : Vil Coyote contre-attaque (Chaser on the Rocks)
- 1966 : The Astroduck
- 1966 : D'un air féroce (Shot and Bothered)
- 1966 : Encore et encore raté (Out and Out Rout)
- 1966 : Reaux, Reaux, Reaux Your Boat
- 1966 : Napoleon Blown-Aparte
- 1966 : Mucho Locos
- 1966 : Le Robot (The Solid Tin Coyote)
- 1966 : Pink Punch
- 1966 : Mexican Mousepiece
- 1966 : Cirrhosis of the Louvre
- 1966 : Vive la vente par correspondance (Clippety Clobbered)
- 1966 : Pink Pistons
- 1966 : Daffy Rents
- 1966 : Plastered in Paris
- 1966 : Vitamin Pink
- 1966 : Ma sorcière mal-aimée (A-Haunting We Will Go)
- 1966 : Snow Excuse
- 1966 : Pink, Plunk, Plink
- 1966 : La Maison de la Panthère rose (The Pink Blueprint)
- 1966 : Smile Pretty, Say Pink
- 1966 : Cock-a-Doodle Deux-Deux
- 1966 : Ape Suzette
- 1966 : Pink-A-Boo
- 1966 : A Squeak in the Deep
- 1966 : Feather Finger
- 1966 : The Pique Poquette of Paris
- 1966 : The Super 6 (série télévisée)
- 1966 : The Genie with the Light Pink Fur
- 1966 : Swing Ding Amigo
- 1966 : Sicque! Sicque! Sicque!
- 1966 : Super Pink
- 1966 : That's No Lady, That's Notre Dame
- 1966 : Espionnage et Bricolage (Sugar and Spies)
- 1966 : Unsafe and Seine
- 1966 : A Taste of Catnip
- 1966 : Rock-a-Bye Pinky
- 1966 : Toulouse La Trick
- 1967 : Pinknic
- 1967 : Pink Panic
- 1967 : Daffy's Diner
- 1967 : Sacré Bleu Cross
- 1967 : Pink Posies
- 1967 : Le Quiet Squad
- 1967 : Pink of the Litter
- 1967 : In the Pink
- 1967 : Bomb Voyage
- 1967 : Le Pig-Al Patrol
- 1967 : Le Bowser Bagger
- 1967 : Jet Pink
- 1967 : Pink Paradise
- 1967 : Le Escape Goat
- 1967 : Le Cop on Le Rocks
- 1967 : La Panthère rose cavalière (Pinto Pink)
- 1967 : Crow De Guerre
- 1967 : Super President (série télévisée)
- 1967 : Canadian Can-Can
- 1967 : Tour De Farce
- 1967 : Congratulations It's Pink
- 1967 : Prefabricated Pink
- 1967 : The Hand Is Pinker Than the Eye
- 1967 : The Shooting of Caribou Lou
- 1967 : Pink Outs
- 1968 : Sky Blue Pink
- 1968 : London Derrière
- 1968 : Pinkadilly Circus
- 1968 : Psychedelic Pink
- 1968 : Les Miserobots
- 1968 : Transylvania Mania
- 1968 : Plongez dans l'eau rose
- 1968 : Put-Put, Pink
- 1968 : Bear De Guerre
- 1968 : G.I. Pink
- 1968 : Lucky Pink
- 1968 : The Pink Quarterback
- 1968 : Cherche le phantom
- 1968 : Twinkle, Twinkle, Little Pink
- 1968 : Le Great Dane Robbery
- 1968 : Pink Valiant
- 1968 : Le Ball and Chain Gang
- 1968 : La Feet's Defeat
- 1968 : The Pink Pill
- 1968 : Prehistoric Pink
- 1968 : Pink in the Clink
- 1968 : Little Beaux Pink
- 1968 : Tickled Pink
- 1968 : Pink Sphinx
- 1968 : Pink Is a Many Splintered Thing
- 1968 : The Pink Package Plot
- 1968 : Hawks and Doves
- 1968 : Pinkcome Tax
- 1969 : Pink-A-Rella
- 1969 : French Freud
- 1969 : Hurts and Flowers
- 1969 : Pink Pest Control
- 1969 : Pierre and Cottage Cheese
- 1969 : Tamanoir et Fourmi rouge (The Ant and the Aardvark)
- 1969 : Hasty But Tasty
- 1969 : Think Before You Pink
- 1969 : Slink Pink
- 1969 : The Ant from Uncle
- 1969 : Flying Feet
- 1969 : I've Got Ants in My Plans
- 1969 : Carte Blanched
- 1969 : In the Pink of the Night
- 1969 : Pink on the Cob
- 1969 : The Deadwood Thunderball
- 1969 : Extinct Pink
- 1969 : Technology, Phooey
- 1969 : Sweet and Sourdough
- 1969 : Pancho et Rancho (Tijuana Toads)
- 1969 : Here Comes the Grump (série télévisée)
- 1969 : A Pair of Sneakers
- 1969 : Never Bug an Ant
- 1969 : Dune Bug
- 1969 : A Pair of Greenbacks
- 1969 : Isle of Caprice
- 1969 : Go for Croak
- 1970 : Scratch a Tiger
- 1970 : The Froggy Froggy Duo
- 1970 : Odd Ant Out
- 1970 : Say Cheese, Please
- 1970 : Ants in the Pantry (en)
- 1970 : Hop and Chop
- 1970 : A Taste of Money
- 1970 : Science Friction
- 1970 : Never on Thirsty
- 1970 : The Foul Kin
- 1970 : Bridgework
- 1970 : Robin Goodhood
- 1970 : Doctor Dolittle (série télévisée)
- 1970 : Crane Brained
- 1970 : La Guerre des nerfs (War and Pieces)
- 1970 : Mumbo Jumbo
- 1970 : Gem Dandy
- 1970 : The Froze Nose Knows
- 1970 : A Dopey Hacienda
- 1970 : Don't Hustle an Ant with Muscle
- 1971 : Goldilocks (TV)
- 1971 : Rough Brunch
- 1971 : Snake in the Gracias
- 1971 : Trick or Retreat
- 1971 : The Cat in the Hat (TV)
- 1971 : Two Jumps and a Chump
- 1971 : Mud Squad
- 1971 : From Bed to Worse
- 1971 : The Great Continental Overland Cross-Country Race
- 1971 : The Egg and Ay-Yi-Yi!
- 1971 : A Leap in the Deep
- 1971 : Fastest Tongue in the West
- 1971 : A Fly in the Pink
- 1971 : A Fink in the Rink
- 1971 : Pink Blue Plate
- 1971 : Cattle Battle
- 1971 : Pink Tuba-Dore
- 1971 : Pink Pranks
- 1971 : The Pink Flea
- 1971 : Psst Pink
- 1971 : Pink-In
- 1971 : Gong with the Pink
- 1971 : Croakus Pocus
- 1971 : Serape Happy
- 1972 : Pink 8 Ball
- 1972 : The Lorax (TV)
- 1972 : Frog Jog
- 1972 : Flight to the Finish
- 1972 : Hiss and Hers
- 1972 : Support Your Local Serpent
- 1972 : Punch and Judo
- 1972 : Nippon Tuck
- 1972 : Love and Hisses
- 1972 : Camera Bug
- 1972 : The Barkleys (série télévisée)
- 1972 : The Houndcats (série télévisée)
- 1972 : Clerow Wilson and the Miracle of P.S. 14 (TV)
- 1972 : Yokahama Mama
- 1972 : Blue Racer Blues
- 1973 : The Incredible, Indelible, Magical, Physical Mystery Trip (TV)
- 1973 : Kloot's Kounty
- 1973 : The Boa Friend
- 1973 : Dr. Seuss on the Loose (TV)
- 1973 : Wham and Eggs
- 1973 : Killarney Blarney
- 1973 : Blue Aces Wild
- 1973 : Fowl Play
- 1973 : Freeze a Jolly Good Fellow
- 1973 : The Shoe Must Go On
- 1973 : Apache on the County Seat
- 1973 : Aches and Snakes
- 1973 : Snake Preview
- 1973 : Les Comètes (Bailey's Comets) (série télévisée)
- 1973 : Pay Your Buffalo Bill
- 1973 : A Self-Winding Sidewinder
- 1973 : Stirrups and Hiccups
- 1973 : Ten Miles to the Gallop
- 1973 : The Bear Who Slept Through Christmas (TV)
- 1974 : Phony Express
- 1974 : Gold Struck
- 1974 : Giddy Up Woe
- 1974 : Little Boa Peep
- 1974 : Clerow Wilson's Great Escape (TV)
- 1974 : As the Tumbleweed Turns
- 1974 : Strange on the Range
- 1974 : Big Beef at the O.K. Corral
- 1974 : By Hoot or by Crook
- 1974 : The Badge and the Beautiful
- 1974 : Saddle Soap Opera
- 1974 : Mesa Trouble
- 1974 : Pink Aye
- 1974 : The Dogfather
- 1974 : Trail of the Lonesome Pink
- 1974 : Heist and Seek
- 1974 : The Goose That Laid a Golden Egg
- 1974 : The Big House Ain't a Home
- 1974 : Mother Dogfather
- 1974 : Deviled Yeggs
- 1974 : Bows and Errors
- 1975 : The Hoober-Bloob Highway (TV)
- 1975 : Watch the Birdie
- 1975 : Saltwater Tuffy
- 1975 : M-o-n-e-y Spells Love
- 1975 : Rock-a-Bye Maybe
- 1975 : Haunting Dog
- 1975 : From Nags to Riches
- 1975 : Eagle Beagles
- 1975 : Pink Da Vinci
- 1975 : Pink Streaker
- 1975 : Salmon Pink
- 1975 : Forty Pink Winks
- 1975 : Pink Plasma
- 1975 : Goldilox & the Three Hoods
- 1975 : Return to the Planet of the Apes (série télévisée)
- 1975 : The Oddball Couple (série télévisée)
- 1975 : Pink Elephant
- 1975 : Keep Our Forests Pink
- 1975 : Rockhounds
- 1975 : The Tiny Tree (TV)
- 1975 : Pink Campaign
- 1975 : Bobolink Pink
- 1975 : It's Pink, But Is It Mink?
- 1975 : The Scarlet Pinkernel
- 1976 : Mama
- 1976 : Sweat Hog Shark
- 1976 : Mystic Pink
- 1976 : The Pink of Arabee
- 1976 : The Pink Pro
- 1976 : Pink Piper
- 1976 : Medicur
- 1976 : Pinky Doodle
- 1976 : Sherlock Pink
- 1976 : Rocky Pink
- 1976 : The Pink Panther Laugh and the Half Hour and Half Show (série télévisée)
- 1977 : Halloween Is Grinch Night (en) (TV)
- 1977 : My Mom's Having a Baby (TV)
- 1977 : Therapeutic Pink
- 1977 : Bugs Bunny's Easter Special (TV)
- 1977 : Baggy Pants & the Nitwits (série télévisée)
- 1977 : What's New, Mr. Magoo? (en) (série télévisée)
- 1978 : Les Quatre Fantastiques (The Fantastic Four) (série télévisée)
- 1978 : To Catch a Halibut
- 1978 : Life with Feather
- 1978 : The All New Pink Panther Show (série télévisée)
- 1978 : Pink Pictures
- 1978 : Pink Arcade
- 1978 : Pink Trumpet
- 1978 : Pink Lemonade
- 1978 : Sprinkle Me Pink
- 1978 : Dietetic Pink
- 1978 : Pink U.F.O.
- 1978 : Pink Lightning
- 1978 : Cat and the Pinkstalk
- 1978 : Pink Daddy
- 1978 : Pink S.W.A.T.
- 1978 : Pink and Shovel
- 1978 : Pinkologist
- 1978 : Yankee Doodle Pink
- 1978 : A Pink Christmas (TV)
- 1978 : Pink Press
- 1978 : Pet Pink Pebbles
- 1978 : The Pink of Bagdad
- 1978 : Pink in the Drink
- 1978 : Pinktails for Two
- 1978 : Pink Bananas
- 1978 : Star Pink
- 1978 : Pink Z-Z-Z
- 1979 : Fright Before Christmas (TV)
- 1979 : Pink Breakfast
- 1979 : Toro Pink
- 1979 : Pink Quackers
- 1979 : String Along in Pink
- 1979 : Pink in the Woods
- 1979 : Pink Pull
- 1979 : Spark Plug Pink
- 1979 : Spider-Woman (série télévisée)
- 1979 : Doctor Pink
- 1979 : Pink Suds
- 1980 : Supermarket Pink
- 1980 : Pink Panther in the Olym-pinks (TV)
- 1980 : Where Do Teenagers Come From? (TV)
- 1980 : Daffy Duck's Easter Show (TV)
- 1980 : Pontoffel Pock, Where Are You? (TV)
- 1981 : Dennis the Menace in Mayday for Mother (TV)
- 1981 : Bugs Bunny: All American Hero (TV)
- 1981 : Le Monde fou, fou, fou de Bugs Bunny (The Looney, Looney, Looney Bugs Bunny Movie)
- 1982 : The Grinch Grinches the Cat in the Hat (TV)
- 1982 : Les 1001 contes de Bugs Bunny (Bugs Bunny's 3rd Movie: 1001 Rabbit Tales)
- 1983 : L'Île fantastique de Daffy Duck (Daffy Duck's Movie: Fantastic Island)
- 1987 : Blondie and Dagwood (TV)
- 1995 : Driving Mr. Pink

### Comme réalisateur
- 1928 : Fiery Firemen
- 1928 : Homeless Homer
- 1929 : Hen Fruit
- 1929 : The Wicked West
- 1929 : Weary Willies
- 1933 : Bosko in Dutch
- 1933 : Bosko in Person
- 1933 : Beau Bosko
- 1933 : Bosko's Picture Show
- 1934 : Buddy the Gob
- 1934 : Buddy and Towser
- 1934 : Beauty and the Beast
- 1934 : Buddy's Trolley Troubles
- 1934 : Goin' to Heaven on a Mule
- 1934 : How Do I Know It's Sunday
- 1934 : Why Do I Dream Those Dreams?
- 1934 : The Girl at the Ironing Board
- 1934 : The Miller's Daughter
- 1934 : Shake Your Powder Puff
- 1934 : Those Beautiful Dames
- 1934 : Pop Goes Your Heart
- 1935 : Mr. and Mrs. Is the Name
- 1935 : Country Boy
- 1935 : Je n'ai pas de chapeau (I Haven't Got a Hat)
- 1935 : Along Flirtation Walk
- 1935 : My Green Fedora
- 1935 : Into Your Dance
- 1935 : The Country Mouse
- 1935 : The Merry Old Soul
- 1935 : The Lady in Red
- 1935 : Little Dutch Plate
- 1935 : Billboard Frolics
- 1935 : Flowers for Madame
- 1936 : I Wanna Play House
- 1936 : The Cat Came Back
- 1936 : I'm a Big Shot Now
- 1936 : Let It Be Me
- 1936 : Bingo Crosbyana
- 1936 : When I Yoo Hoo
- 1936 : Sunday Go to Meetin' Time
- 1936 : At Your Service Madame
- 1936 : Toy Town Hall
- 1936 : Boulevardier from the Bronx
- 1936 : Une nuit sous les palmiers (The CooCoo Nut Grove)
- 1937 : C'était son homme (He Was Her Man)
- 1937 : Quel cochon ! (Pigs Is Pigs)
- 1937 : The Fella with the Fiddle
- 1937 : C'était la fille d'un acrobate (She Was an Acrobat's Daughter)
- 1937 : Clean Pastures
- 1937 : Streamlined Greta Green
- 1937 : Sweet Sioux
- 1937 : Plenty of Money and You
- 1937 : Dog Daze
- 1937 : The Lyin' Mouse
- 1937 : Septembre sous la pluie (September in the Rain)
- 1938 : My Little Buckaroo
- 1938 : Un régal de cannibales (Jungle Jitters)
- 1938 : A Star Is Hatched
- 1938 : Poultry Pirates
- 1938 : A Day at the Beach
- 1938 : The Pygmy Hunt
- 1938 : The Captain's Christmas
- 1939 : Mama's New Hat
- 1939 : Un vers, ça va (The Bookworm)
- 1940 : The Hardship of Miles Standish
- 1940 : Cette chère confédérée (Confederate Honey)
- 1940 : Vous devriez faire du cinéma (You Ought to Be in Pictures)
- 1940 : Le Petit Blabbermouse (Little Blabbermouse)
- 1940 : Porky's Baseball Broadcast
- 1940 : Malibu Beach Party
- 1940 : Calling Dr. Porky
- 1940 : Porky's Hired Hand
- 1940 : Suivez le guide en silence (Shop Look & Listen)
- 1941 : The Fighting 69½th
- 1941 : The Cat's Tale
- 1941 : Porky's Bear Facts
- 1941 : Le Procès de M. Loup (The Trial of Mr. Wolf)
- 1941 : Hiawatha chasse le lapin (Hiawatha's Rabbit Hunt)
- 1941 : The Wacky Worm
- 1941 : Sport Chumpions
- 1941 : La Sérénade de Porky (Notes to You)
- 1941 : The Bug Parade
- 1941 : Rookie Revue
- 1941 : Rhapsodie en marteau piqueur (Rhapsody in Rivets)
- 1942 : La Polka des pourceaux (Pigs in a Polka)
- 1942 : Hop, Skip and a Chump
- 1942 : Porky's Pastry Pirates
- 1942 : Un lapin pour le dîner (The Wabbit Who Came to Supper)
- 1942 : Saps in Chaps
- 1942 : Les Lumières de la nuit (Lights Fantastic)
- 1942 : Double Chaser
- 1942 : Foney Fables
- 1942 : Un lapin givré (Fresh Hare)
- 1942 : The Sheepish Wolf
- 1942 : La Traque hypnotique (The Hare-Brained Hypnotist)
- 1942 : Ding Dog Daddy
- 1943 : The Fifth-Column Mouse
- 1943 : L'Hameçon âme sœur (Greetings Bait)
- 1943 : Bugs Bunny et le Haricot magique (Jack-Wabbit and the Beanstalk)
- 1943 : Daffy impresario (Yankee Doodle Daffy)
- 1943 : Gripes
- 1943 : Hiss and Make Up
- 1943 : Daffy le héros (Daffy: The Commando)
- 1943 : Rumors
- 1944 : Un Chaperon rouge pot de colle (Little Red Riding Rabbit)
- 1944 : Meatless Flyday
- 1944 : Lapin chasseur
- 1944 : Snafuperman
- 1944 : Bugs Bunny fait la nique aux Nippons (Bugs Bunny Nips the Nips)
- 1944 : Chasse en cours
- 1944 : Daffy contre les Indiens (Slightly Daffy)
- 1944 : Goldilocks and the Jivin' Bears
- 1944 : Three Brothers
- 1944 : Pay Day
- 1944 : Target Snafu
- 1944 : L'Entrée des artistes (Stage Door Cartoon)
- 1945 : Herr Meets Hare
- 1945 : Les oiseaux se mâchent pour nourrir (Life with Feathers)
- 1945 : Double Détente (Hare Trigger)
- 1945 : Une petite peste (Ain't That Ducky)
- 1945 : Hot Spot
- 1945 : Peck Up Your Troubles
- 1945 : Operation Snafu
- 1946 : Baseball Bugs
- 1946 : Holiday for Shoestrings
- 1946 : Hollywood Daffy
- 1946 : Of Thee I Sting
- 1946 : Racketeer Rabbit
- 1946 : Rhapsody Rabbit
- 1947 : The Gay Anties
- 1947 : Tweetie Pie
- 1947 : Rabbit Transit
- 1947 : A Hare Grows in Manhattan
- 1947 : Along Came Daffy
- 1947 : Slick Hare
- 1948 : Back Alley Oproar
- 1948 : I Taw a Putty Tat
- 1948 : Buccaneer Bunny
- 1948 : Bugs Bunny Rides Again
- 1948 : Hare Splitter
- 1948 : Kit for Cat
- 1949 : Wise Quackers
- 1949 : Hare Do
- 1949 : Il y a de l'amour dans l'air (My Dream Is Yours)
- 1949 : High Diving Hare
- 1949 : Curtain Razor
- 1949 : Mouse Mazurka
- 1949 : Knights Must Fall
- 1949 : Bad Ol' Putty Tat
- 1949 : Dough for the Do-Do
- 1949 : Each Dawn I Crow
- 1949 : Which Is Witch
- 1950 : Home Tweet Home
- 1950 : La Révolte de Bunny
- 1950 : The Lion's Busy
- 1950 : Big House Bunny
- 1950 : His Bitter Half
- 1950 : All a Bir-r-r-d
- 1950 : Golden Yeggs
- 1950 : Bunker Hill Bunny
- 1950 : Canary Row
- 1950 : Stooge for a Mouse
- 1951 : Canned Feud
- 1951 : Rabbit Every Monday
- 1951 : Putty Tat Trouble
- 1951 : The Fair-Haired Hare
- 1951 : A Bone for a Bone
- 1951 : Room and Bird
- 1951 : His Hare Raising Tale
- 1951 : Tweety's S.O.S.
- 1951 : Ballot Box Bunny
- 1951 : Tweet Tweet Tweety
- 1952 : 14 Carrot Rabbit
- 1952 : Gift Wrapped
- 1952 : Foxy by Proxy
- 1952 : Little Red Rodent Hood
- 1952 : Ain't She Tweet
- 1952 : Cracked Quack
- 1952 : A Bird in a Guilty Cage
- 1952 : Tree for Two
- 1952 : Baptême de l'air (Hare Lift)
- 1953 : Snow Business
- 1953 : A Mouse Divided
- 1953 : Fowl Weather
- 1953 : Southern Fried Rabbit
- 1953 : Ant Pasted
- 1953 : Hare Trimmed
- 1953 : Tom Tom Tomcat
- 1953 : A Street Cat Named Sylvester
- 1953 : Catty Cornered
- 1953 : Robot Rabbit
- 1954 : Sandy Claws
- 1954 : Dog Pounded
- 1954 : I Gopher You
- 1954 : Captain Hareblower
- 1954 : Bugsy et les Bandits (Bugs and Thugs)
- 1954 : Dr. Jerkyl's Hide
- 1954 : Muzzle Tough
- 1954 : Satan's Waitin'
- 1954 : Yankee Doodle Bugs
- 1954 : Mon gros bébé (Goo Goo Goliath)
- 1954 : By Word of Mouse
- 1955 : Pizzicato Pussycat
- 1955 : Pests for Guests
- 1955 : Stork Naked
- 1955 : Bugs Bunny au Sahara (Sahara Hare)
- 1955 : Hare Brush
- 1955 : Tweety's Circus
- 1955 : Lumber Jerks
- 1955 : This Is a Life?
- 1955 : A Kiddies Kitty
- 1955 : Hyde and Hare
- 1955 : Speedy Gonzales
- 1955 : Red Riding Hoodwinked
- 1955 : Roman Legion-Hare
- 1955 : Heir-Conditioned
- 1955 : Pappy's Puppy
- 1956 : Tweet and Sour
- 1956 : Rabbitson Crusoe
- 1956 : Tree Cornered Tweety
- 1956 : Napoleon Bunny-Part
- 1956 : Tugboat Granny
- 1956 : A Star Is Bored
- 1956 : Yankee Dood It
- 1956 : Two Crows from Tacos
- 1957 : Three Little Bops
- 1957 : Tweet Zoo
- 1957 : Tweety and the Beanstalk
- 1957 : Piker's Peak
- 1957 : Birds Anonymous
- 1957 : Bugsy and Mugsy
- 1957 : Greedy for Tweety
- 1957 : Show Biz Bugs
- 1957 : Gonzales' Tamales
- 1958 : Hare-Less Wolf
- 1958 : A Pizza Tweety-Pie
- 1958 : A Waggily Tale
- 1958 : Knighty Knight Bugs
- 1958 : A Bird in a Bonnet
- 1959 : Trick or Tweet
- 1959 : Le Singe d'une nuit d'été
- 1959 : Les Deux Idiots de Mexicali
- 1959 : Tweet and Lovely
- 1959 : Wild and Woolly Hare
- 1959 : Here Today, Gone Tamale
- 1959 : Tweet Dreams
- 1960 : Horse Hare
- 1960 : Goldimouse and the Three Cats
- 1960 : Person to Bunny
- 1960 : Hyde and Go Tweet
- 1960 : Mouse and Garden
- 1960 : From Hare To Heir
- 1960 : The Bugs Bunny Show (série télévisée)
- 1960 : Trip for Tat
- 1960 : Lighter Than Hare
- 1961 : D' Fightin' Ones
- 1961 : The Rebel Without Claws
- 1961 : The Pied Piper of Guadalupe
- 1961 : Prince Violent
- 1961 : The Last Hungry Cat
- 1962 : Crow's Feat
- 1962 : Mexican Boarders
- 1962 : Honey's Money
- 1962 : Titi à réaction (The Jet Cage)
- 1962 : Shishkabugs
- 1963 : Devil's Feud Cake
- 1963 : Mexican Cat Dance
- 1963 : Philbert (Three's a Crowd)
- 1963 : Supplice épicé (Chili Weather)
- 1963 : Les Indescriptibles (The Unmentionables)
- 1964 : Suspense Account
- 1964 : Nuts and Volts
- 1964 : Pancho's Hideaway
- 1964 : La Vie en rose (The Pink Phink)
- 1964 : Pink Pajamas
- 1964 : Road to Andalay
- 1965 : On a toujours besoin d'une petite souris chez soi (It's Nice to Have a Mouse Around the House)
- 1965 : Cats and Bruises
- 1965 : We Give Pink Stamps
- 1965 : La course affolée (The Wild Chase)
- 1965 : Dial 'P' for Pink
- 1965 : Sink Pink
- 1965 : Pickled Pink
- 1965 : Pinkfinger
- 1965 : Shocking Pink
- 1965 : Le Diamant rose (Pink Ice)
- 1965 : The Pink Tail Fly
- 1965 : The Great De Gaulle Stone Operation
- 1966 : The Road Runner Show (série télévisée)
- 1968 : The Bugs Bunny/Road Runner Hour (série télévisée)
- 1969 : The Ant and the Aardvark
- 1976 : The Sylvester & Tweety Show (série télévisée)
- 1979 : Fright Before Christmas (TV)
- 1979 : Bugs Bunny's Christmas Carol (TV)
- 1980 : Pink Panther in the Olym-pinks (TV)
- 1980 : The Chocolate Chase (TV)
- 1980 : Daffy Duck's Easter Show (TV)
- 1981 : Bugs Bunny: All American Hero (TV)
- 1981 : Le Monde fou, fou, fou de Bugs Bunny (The Looney, Looney, Looney Bugs Bunny Movie)
- 1982 : Les 1001 contes de Bugs Bunny (Bugs Bunny's 3rd Movie: 1001 Rabbit Tales)
- 1983 : L'Île fantastique de Daffy Duck (Daffy Duck's Movie: Fantastic Island)
- 1988 : SOS Daffy Duck (Daffy Duck's Quackbusters)
- 1991 : Bugs Bunny's Overtures to Disaster (TV)
- 1998 : Marvin the Martian & K9: 50 Years on Earth (vidéo)

### Comme scénariste
- 1949 : Tout ça pour si peu (So Much for So Little)
- 1952 : Orange Blossoms for Violet
- 1961 : Bas les pattes, soldat (The Rebel Without Claws)
- 1962 : Titi à réaction (The Jet Cage)
- 1963 : Philbert (Three's a Crowd)
- 1979 : Fright Before Christmas (TV)
- 1979 : Bugs Bunny's Christmas Carol (TV)
- 1979 : Bugs Bunny's Looney Christmas Tales (TV)
- 1980 : Pink Panther in the Olym-pinks (TV)
- 1980 : Daffy Duck's Easter Show (TV)
- 1981 : Bugs Bunny: All American Hero (TV)
- 1981 : Le Monde fou, fou, fou de Bugs Bunny (The Looney, Looney, Looney Bugs Bunny Movie)
- 1983 : L'Île fantastique de Daffy Duck (Daffy Duck's Movie: Fantastic Island)